# Grażyna Prawelska-Skrzypek
Grażyna Prawelska-Skrzypek (ur. 3 marca 1950 w Rzeszowie) – polska geograf i specjalistka zarządzania, profesor nauk humanistycznych, doktor habilitowany nauk o Ziemi, w latach 2008–2009 podsekretarz stanu w Ministerstwie Nauki i Szkolnictwa Wyższego.

## Życiorys
Absolwentka studiów geograficznych na Uniwersytecie Jagiellońskim. W 1982 obroniła doktorat z geografii, a w 1994 pracę habilitacyjną z zakresu nauk o Ziemi pt. Miasta o niezharmonizowanym rozwoju w świadomości mieszkańców. 14 grudnia 2004 otrzymała tytuł profesora zwyczajnego nauk humanistycznych. Została pracownikiem naukowym UJ na: Wydziale Biologii i Nauk o Ziemi (1973–1992), w Studium Samorządności Społecznej (1992–1994), Wydziale Prawa i Administracji (1994–1996) i Wydziale Zarządzania i Komunikacji Społecznej (od 1996). Od 1997 do 2010 piastowała na tym wydziale stanowisko dyrektora Instytutu Spraw Publicznych UJ oraz kierownika zakładu Zarządzania w Administracji Publicznej, a od 2005 – dyrektora Centrum Edukacji Służb Publicznych i Administracji UJ. W 2007 zatrudniona na stanowisku profesora zwyczajnego UJ. Była również zatrudniona w Państwowej Wyższej Szkole Zawodowej w Oświęcimiu i Wyższej Szkole Biznesu – National-Louis University w Nowym Sączu. Wypromowała 15 doktorów.
Początkowo jej zainteresowania naukowe koncentrowały się na geografii miast w połączeniu z ekonomią, socjologią, urbanistyką, politologią. Od lat 90. po odbyciu zagranicznych szkoleń w Europie skupiła się na tematyce zarządzania publicznego i prywatnego (w zakresie kultury, oświaty, rynku pracy, bezpieczeństwa, administracji publicznej, zarządzania rozwojem lokalnym i regionalnym oraz zarządzania projektami). Realizowała m.in. pierwsze w Polsce programy kształcenia menedżerów dla sektora publicznego realizowanych w Instytucie Spraw Publicznych UJ. W latach 1992–2002 pracowała w Fundacji Rozwoju Demokracji Lokalnej – Małopolskim Instytucie Samorządu Terytorialnego i Administracji w Krakowie na stanowisku wicedyrektora ds. merytorycznych. Od 2006 przedstawiciel samorządu województwa małopolskiego w Radzie Regionów Fundacji Regionów Europejskich na Rzecz Badań nad Edukacją i Kształceniem Profesjonalnym (FREREF).
1 stycznia 2008 powołana na stanowisko podsekretarza stanu w Ministerstwie Nauki i Szkolnictwa Wyższego. Odwołana ze stanowiska 31 grudnia 2009. Od 2010 reprezentantka Polski w europejskiej sieci Recognition of Prior Learning i jest ekspertem Komisji Europejskiej oraz członkiem grupy roboczej Modernisation of Higher Education.

## Życie prywatne
Jest wdową, ma dwoje dzieci: syna i córkę.